# Marionnaud

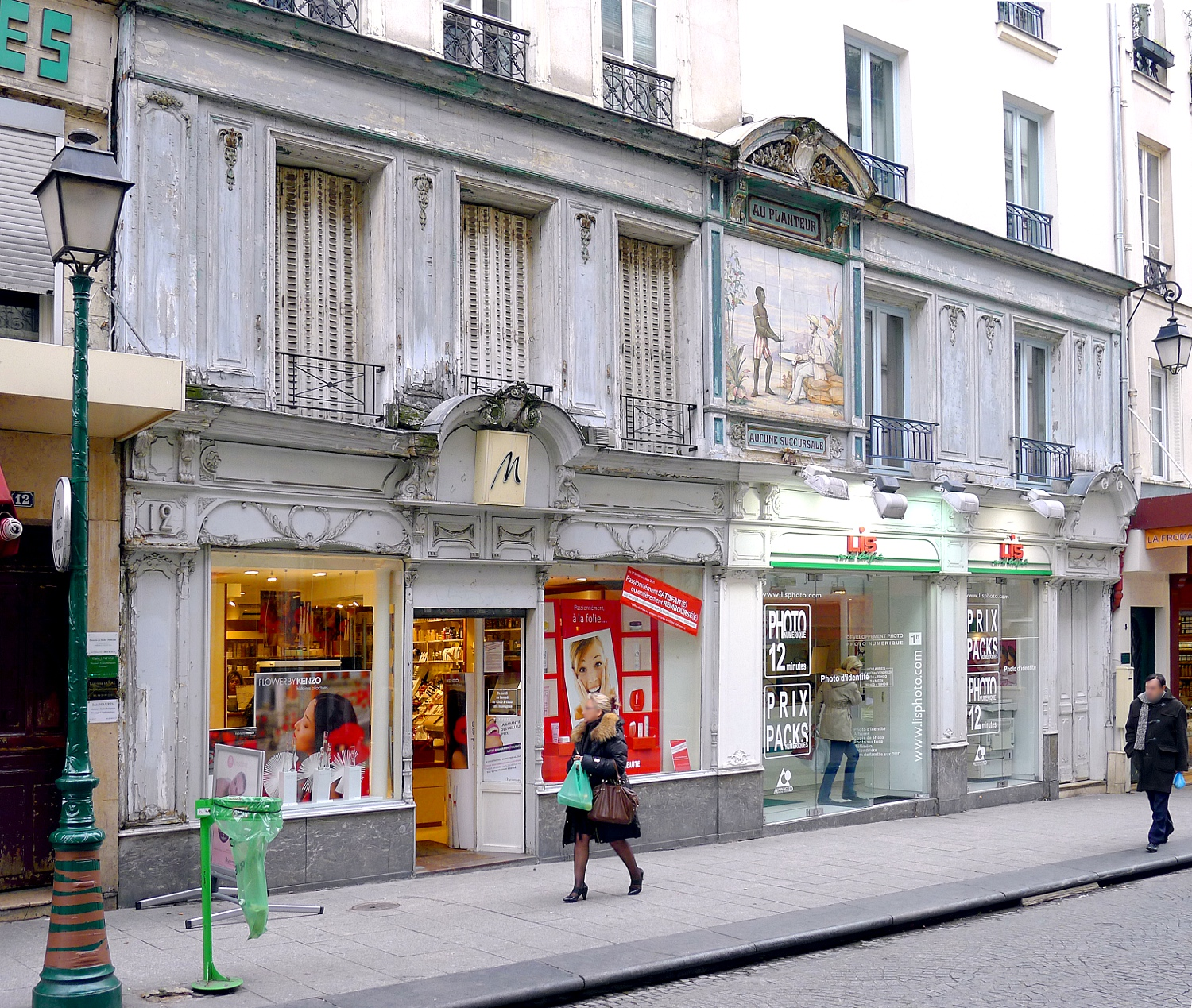
Een Marionnaud-winkel in Parijs (links)

Marionnaud is een Franse keten van parfumeries met de hoofdzetel in Parijs en vestigingen in meerdere landen. De winkels verkopen parfums en cosmetica. De eerste winkel is geopend in 1984. In 2005 is de keten opgekocht door Hutchison Whampoa, een conglomeraat uit Hongkong, en ondergebracht in de A.S. Watson Group, een onderdeel van dat conglomeraat. De Franse tak van het bedrijf had in 2008 een omzet van 656 miljoen euro.
In Frankrijk zijn er anno 2012 562 vestigingen van de keten, in heel Europa zijn dat er meer dan 1200. Daarnaast beschikt de keten over 254 schoonheidsinstituten in Frankrijk. In Europa is Marionnaud marktleider in de parfumeriesector, in Frankrijk zelf heeft de keten deze positie in 2010 af moeten staan aan concurrent Sephora.